# Лефортовський палац

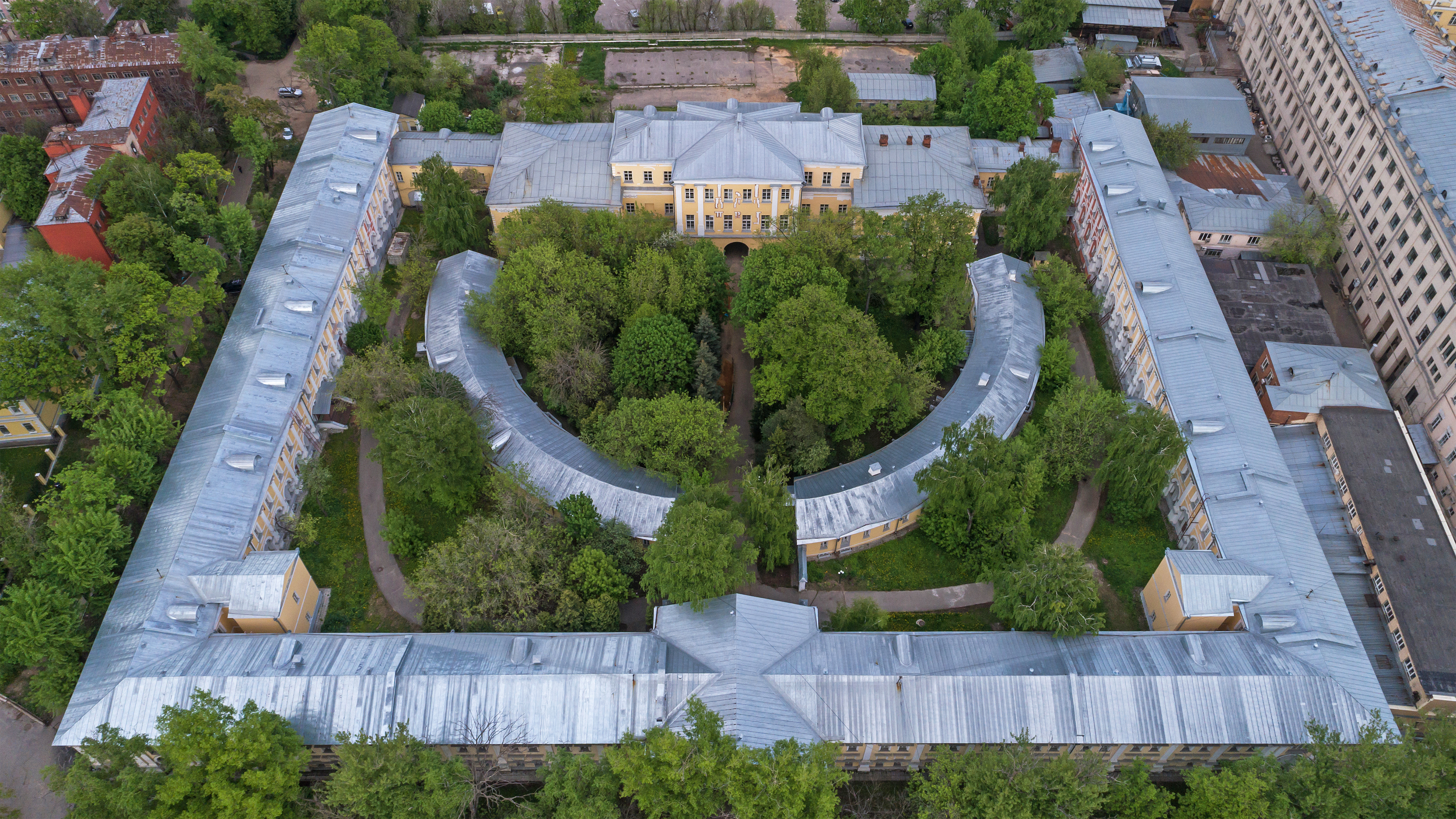

Лефортовський палац, парадна брама після відновлення. Фасад на вулицю.

Лефортовський палац (рос. Лефортовский дворец, також Старий слободський палац) — палацова будівля доби бароко в Німецькій слободі на правому березі річки Яуза в Москві.

## Історія

### Палац для Лефорта

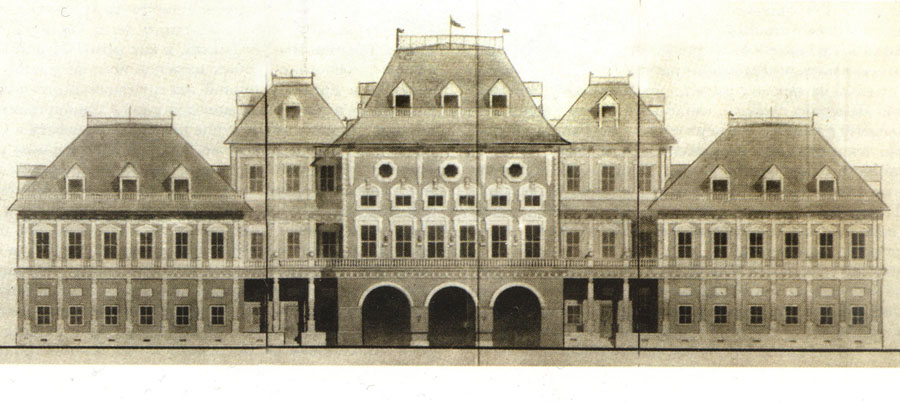
Арх. Аксамитов Д.В. Первісний палац для Лефорта. До 1699 р.

Маючи навколо себе мало людей, що підтримували потяг Петра І до надбань європейської культури, до світських сторін життя, молодий цар особливо поціновував приятельські відносини з Францем Лефортом, швейцарцем за походженням. Лефорт — військовий найманець і командир роти Київського гарнізона. Згодом отримає звання генерала і адмірала. Він рішуче прийняв бік царя Петра проти  царівни Софьї, згодом стане фаворитом царя. Саме його призначать офіційним головою Великого посольства як знавця іноземних мов і церемоніалу.
Своєрідним визнанням прихильності до Лефорта став дарунок тому нового палацу на березі Яузи, хоча неофіційно цар Петро І будував палац як власну резиденцію. До будівництва залучили місцевого архітектора, росіянина Аксамитова Дмитра Васильовича, « майстра палатного будівництва ». В тогочасній Москві поволі пожвавилось будівництво. Після страти бунтівних стрільців цар жив тепер в Німецькій слободі під охороною Семенівського та Преображенського полків. За Царем саме тут почали будувати свої оселі і наближені до двору вельможі.
Архітектор Аксамитов не мав європейської освіти, але був знайомим з деякими елементами західноєвропейської архітектури. Звідси симетрія в побудові палацу для Лефорта. Але п'ятичастинна будівля мала різні об'єми, кожний з яких мав власний дах на кшталт стародавніх московських палацових споруд. Головний фасад цього палацу був на річку Яузу та на перші регулярні сади, невеликі острівці та канали навколо. Будівництво завершили  1699 року.
Незвичними були й інтер'єри палацу - одна зала з шкіряними шпалерами зеленого кольору, друга з меблями, а саму залу прикрасили китайською порцеляною. Одну залу прикрасили голландськими картинами морської тематики - маринами та моделями вітрильників. Парадна зала палацу мала 10 метрів заввишки і з приводу бенкету тут розміщалося більше 1 000 гостей. Інтер'єр Парадної зали ще аксамитовської споруди за наказом царя зафіксував на власних гравюрах голландець Адріан Шхонебек (1661—1705).
Зберігся лист Франца Лефорта брату ( в перекладі російською): «В саду имеются пруды, которых здесь нелегко найти, и в них множество рыбы. По другую сторону реки у меня есть парк, где находятся разнообразные дикие животные. Мой дом самый красивый и самый приятный из всех в окрестности; люди этой страны приходят сюда, чтобы посмотреть его как редкость».
Палац офіційно належав Лефорту, але часто використовувався царем для нарад, свят та бенкетів. Лефорт недовго мешкав в палаці, бо в березні 1699 року помер на 46 році життя. І палац перейшов до царя.

### Лефортовський палац до пожежі

Лефортовський палац, поземний план. Арх. Джованні Марія Фонтана (?)

Після смерті Лефорта поступово місце фаворита відвоював Олександр Меншиков. Лише у 1706 р. цар передав палац Меншикову, продовжуючи користуватися ним як ще однією своєю резиденцією.
Меншиков швидко навчився жити в розкошах. Його не задовольнила палацова будівля компромісних форм на тлі навернення до європейської культури та модних на той час зразків італійських палаців. Серед новоприбулих до Москви європейських архітекторів був Джованні Маріо Фонтана, якого Меншиков і залучив до перебудов та розширення палацу. Фонтана вибудував два бічні флігелі та новий корпус з парадною брамою з боку міста. Новий палац із величним внутрішнім двором чимось нагадував замок з невтраченими оборонними функціями. Могутні об'єми парадної брами сучасними дослідниками розглядаються як підмурки майбутньої вежі. Можливо, ця нова вежа мала перегукуватись з іншою церквою-вежею, теж вибудованою в Москві. Але в стрімкому перебігу подій вежу так і не вибудували.
Архітектор Фонтана ( чи то Франческо, чи то Джованні Марія )вже майстерно володів стилістикою сучасної йому західноєвропейської архітектури, що не мала нічого спільного зі стилістикою архітектури Московії.
Палацове каре вибудовано в формах стриманого європейського бароко. Флігелі з боку двору мали привітні, відкриті галереї, фасади, прикрашені пілястрами і спокійним ритмом вікон другого поверху. Форми нагадували верхній ярус аркад Колізею в Римі. Це був практично перший в Московії зразок ордерної західноєвропейської архітектури.
Московія розпочала Велику Північну війну, і політичний центр країни перемістився на захід. Згодом столицю країни перенесли з Москви до Петербургу.
Після арешту Меншикова та заслання до Сибіру, Лефортовський палац відібрали в казну. Почався період, коли власник палацу був і володарем нової тоді Російської імперії.
В травні 1737 року палац постраждав від пожежі і стояв пусткою.

### Перебудови після руйнацій

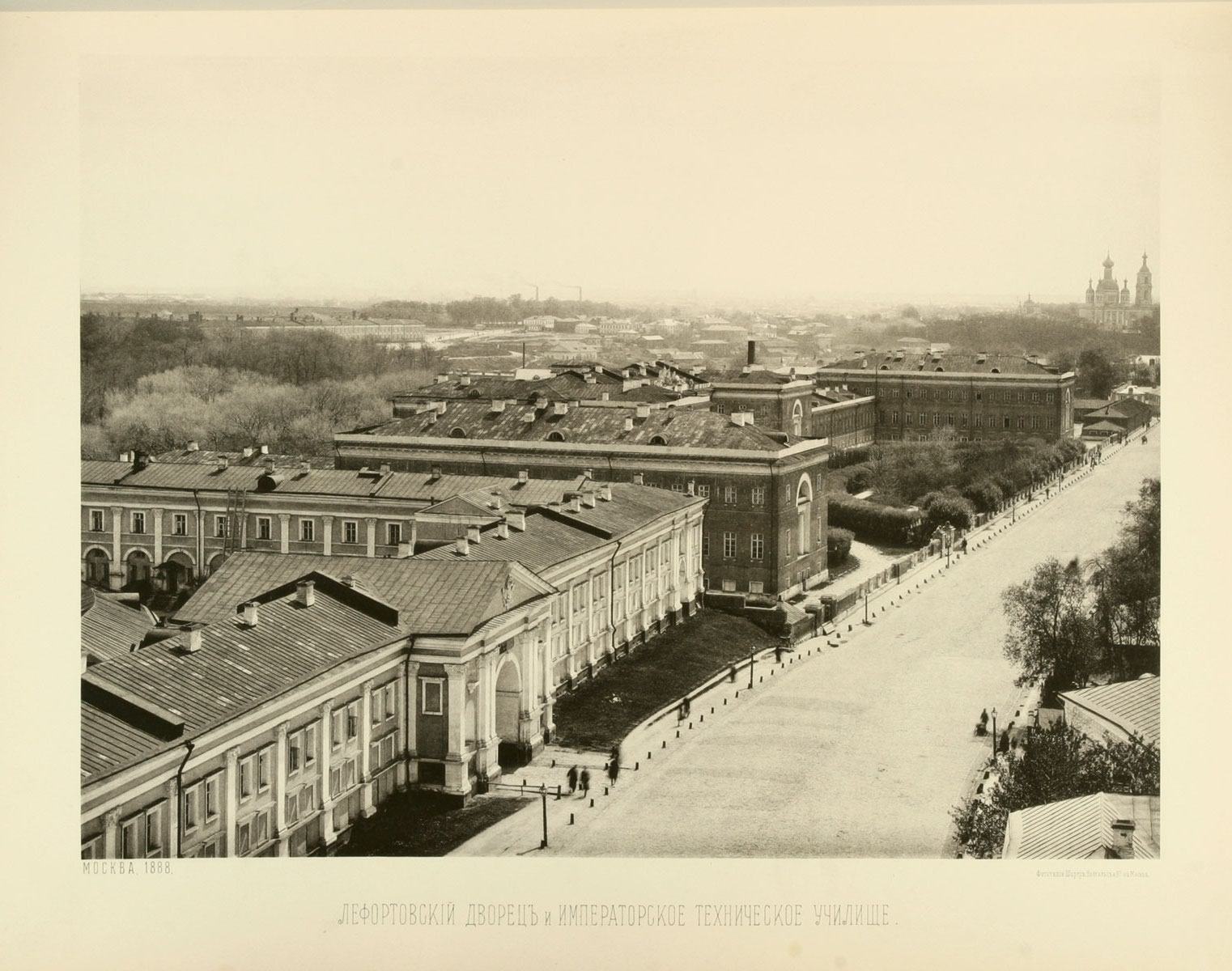
Лефортовський палац у 1883

Німецька слобода в Москві не перестала бути палацовим районом і при нових володарях Російської імперії. Навпроти пошкодженого Лефортовського палацу, на протилежному боці річки, архітектор Вартоломей Растреллі вибудував нову резиденцію для імператриці Анні Іванівни. Ще один палац осторонь вибудував Растреллі вже для нової імператриці - Єлизавети Петрівни. Жоден з них не збережений, їх вигляд та плани відомі за старими проектами архітектора В. Растреллі.
Наскоро відновлений Лефортовський палац використовували для житла вельможних гостей, іноземних дипломатів, тимчасове помешкання для театральних службовців. Згодом палацом знехтували і передали під чумний карантинний барак. В черговий раз палац занепав і його значно перебудували в новомодному стилі класицизм. Палац втратив колишню гру різновеликих об'ємів, отримав єдиний плаский дах, відкриті галереї двору були закладені, на нових місцях побили нові вікна, а внутрішній двір забудували.
У 1850-ті двоповерховий колись палац надбудували третім поверхом. Тепер про первісну стилістику бароко нагадувала лише парадна брама у вигляді Триумфальної арки, що повністю втратила декор. Розкішний колись бароковий палац набув вигляду казенної споруди пізнього класицизму. Як казенне приміщення він і використовувався.
За часів СРСР приміщення перебудованого палацу віддали під Московське відділення Військового архіву (період царату до 1917)

### Сучасна адреса
Москва, 2-га Бауманська вулиця, б.№ 3 